# Rotava (řeka)
Rotava (německy Rothau) je říčka v Karlovarském kraji. Je to levostranný přítok řeky Svatavy. Délka jejího toku činí 14,0 km. Plocha povodí měří 74,2 km².

## Průběh toku
Říčka pramení zhruba 2 km západně od města Přebuz, jež je městem s nejnižším počtem obyvatel v České republice. Kromě nejhornější části toku u Přebuzi, kde směřuje na východ až jihovýchod, teče převážně jihozápadním směrem. Protéká výše zmíněným městem, dále obcí Šindelová a městem Rotava. Vlévá se v Anenském údolí zleva do řeky Svatavy na jejím 18,5 říčním kilometru v nadmořské výšce 473 m.

### Větší přítoky
- levé – Skřiváň
- pravé – Bystřina, Novoveský potok

## Vodní režim
Průměrný průtok u ústí činí 0,76 m³/s.